# Virtual Boy
Virtual Boy  là máy chơi trò chơi điện tử cầm tay 32 bit được phát triển và sản xuất bởi Nintendo. Được phát hành vào năm 1995, nó được bán trên thị trường như là giao diện điều khiển đầu tiên có khả năng hiển thị đồ họa "3D" lập thể. Người chơi sử dụng bàn điều khiển giống như màn hình gắn trên đầu, đặt đầu vào thị kính để xem màn hình đơn sắc màu đỏ. Các trò chơi sử dụng hiệu ứng thị sai để tạo ảo giác về chiều sâu. Doanh số bán của Virtual Boy không đạt được mục tiêu và đến đầu năm 1996, Nintendo đã ngừng phân phối và phát triển trò chơi, chỉ phát hành 22 trò chơi cho máy chơi trò chơi này.
Sự phát triển của Virtual Boy kéo dài 4 năm và bắt đầu với tên dự án VR32. Nintendo đã ký một thỏa thuận cấp phép sử dụng công nghệ thị kính LED "3D" do công ty Reflection Technology của Mỹ phát triển. Công ty cũng xây dựng một nhà máy ở Trung Quốc chỉ được sử dụng cho sản xuất Virtual Boy. Trong quá trình phát triển, công nghệ giao diện điều khiển đã bị hạ thấp do chi phí cao và các mối lo ngại về sức khỏe tiềm ẩn, và một lượng tài nguyên ngày càng được phân bổ lại cho sự phát triển của Nintendo 64, máy chơi trò chơi điện tử tại gia tiếp theo của Nintendo. Virtual Boy đã được đưa ra thị trường trong tình trạng chưa hoàn thành vào năm 1995 để tập trung vào Nintendo 64.
Virtual Boy đã bị chỉ trích bởi các nhà phê bình và là một thất bại thương mại, ngay cả sau khi giảm giá nhiều lần. Thất bại của nó được cho là do giá cao, màn hình đơn sắc, hiệu ứng "3D" không ấn tượng, thiếu tính di động thực sự và mối quan tâm về sức khỏe. Công nghệ lập thể trong các máy chơi trò chơi điện tử đã tái xuất trong những năm sau đó để thành công hơn, bao gồm cả máy Nintendo 3DS của Nintendo. Virtual Boy là hệ máy bán kém thứ hai của Nintendo sau 64DD.